# Bernhard Gottlob Schmidt
Bernhard Gottlob Schmidt (* 14. September 1822 in Kaditz; † 1. Januar 1869 in Leipzig) war ein deutscher Jurist.

## Leben
Von 1841 bis 1844 studierte er Rechtswissenschaft in Leipzig. Er war von 1863 bis 1869 ordentlicher Professor für Sächsisches Recht an der Juristenfakultät der Universität Leipzig.
Sein Bruder war der Mediziner Benno Schmidt, der Naturwissenschaftler Walther Bernhard Schmidt sein Sohn.

## Schriften (Auswahl)
- Vorlesungen über das in dem Königreiche Sachsen geltende Privatrecht. Leipzig 1869.